# Moenkemeyera konkourae
Moenkemeyera konkourae là một loài Rêu trong họ Fissidentaceae. Loài này được (Paris & Broth.) P. de la Varde mô tả khoa học đầu tiên năm 1950.